# Patalliro!
Patalliro! (パタリロ!, Patariro!) é uma série de mangá escrita e ilustrada por Mineo Maya. O mangá foi serializado na revista Hana to Yume entre 1978 até 1990, antes de mudar para a revista Bessatsu Hana to Yume em 1991 onde permanece até hoje. O anime Boku Patalliro! anime foi o primeiro apresentar o tema shōnen-ai na televisão. Em 2006, o mangá vendeu 22 milhões de cópias.

## Enredo
A história é focada na comédia, principalmente nas aventuras de Patalliro e o Reino de Malynera.

## Personagens
- Patalliro du Malyner VIII (パタリロ・ド・マリネール8世)

O rei diabético de Malynera, que tem 10 anos de idade. Quando ele fica frustrado ou envergonhado, ele age como um gato.
- Maraich Juschenfe

Um ex-assassino do Sindicato Diamante, que tem 18 anos de idade. Seu ex amante o  Conde Larken disse para não regressar até que ele mate Bancoran, mas se arrepende e se torna amante de Bancoran. Ele tem um temperamento feroz e tem muito ciúmes sempre que um bishōnen se aproxima de Bancoran. Ele bate em Bancoran em uma base regular, mas se engana, e de alguma forma ele fica grávido duas vezes, mesmo sendo um homem Sua gravidez foi cortada no anime. No mangá ele fica grávido no volume 10, e a segunda vez no volume 46. Ele é um especialista em faca, e sua aparência e corpo lhe permitem se passar facilmente por uma mulher, e só Patalliro e Bancoran sabem seu disfarce.
- Jack Barbarosa Bancoran

Major Bancoran MI6. Cujo apelido é "Assassino Bishōnen" por causa da sua capacidade de seduzir os homens jovens, com apenas seu olhar. As mulheres também são atraídas por ele, mas a única mulher que ele mesmo mostrou interesse foi a mãe de Patalliro, a Etrange. A reunião com Patalliro mudou sua existência; depois de ser o guarda-costas da pessoa mais irritante que ele já conheceu, ele agora está vivendo com Maraich, que tentou matá-lo, e seu filho Figaro. Bancoran é conhecido por sua sombra azul (roxa em Patalliro Saiyuki), seus longos cabelos negros, e o fato dele nunca tirar suas luvas, mesmo na cama. Seu nome se originou de Henri Bencolin.
- Tamanegi

O guarda-costas biseinen de Patalliro, forçado a esconder sua beleza sob uniformes acolchoados, máscaras que cobrem sua boca e nariz, narizes e uma peruca no formato de uma cebola.

## Anime

### Elenco
Boku Patalliro!
- Patalliro: Fuyumi Shiraishi
- Bancoran: Kazuyuki Sogabe
- Maraich: Toshiko Fujita
- Chefe de Polícia: Ichirō Nagai
- Guarda Principal: Takeshi Aono
- Tamanegi: Akio Nojima, Toshio Furukawa, Tōru Furuya, Yūji Mitsuya, Yoku Shioya, Kaneto Shiozawa, Kazuhiko Inoue, Akira Kamiya
  - Tamanegi foi retratado pelos membros do Slapstick, um dublador da banda Sogabe.
- Etrange: Masako Ikeda
- Sanders: Junpei Takiguchi
- Patalliro 7º: Kazuko Sugiyama
- Patalliro 10º: Minori Matsushima
- Plasma X: Hideyuki Hori
- Afro 18: Eiko Masuyama
- Pulara: Michiko Nomura
- α Random: Junko Hori

Patalliro! Saiyuki
- Patalliro/Son Goku: Yuki Kaida
- Maraich/Genjo Sanzo: Reiko Takagi
- Bancoran: Takehito Koyasu
- Mi-chan: Ken'yū Horiuchi
- Cho Hokkai: Yoshirō Matsumoto
- Sa Gojo: Rikiya Koyama
- Gautama Buddha: Kazuya Tatekabe

### Música
- "Patalliro!" (パタリロ!) cantada por Fusako Fujimoto (Patalliro! / Boku Patalliro!)
- "Ajisai Ai Ai Monogatari" (紫陽花アイ愛物語, Hydrangea Ai Love Story) cantada por v-u-den (Patalliro Saiyuki)
- "Utsukushisa wa Tsumi" (美しさは罪, Beleza é um Crime) cantada por Eri Takeda. (Primeiro encerramento de Patalliro)
- "Cock Robin Ondo" cantada por Fuyumi Shiraishi & Slapstick. (Primeiro encerramento de Boku Patalliro) (de "Who killed Cock Robin?")
- "Nanchū Koi wo Yatterū You Know?" (なんちゅう恋をやってるぅ YOU KNOW?) cantada por Berryz Kobo. (Patalliro Saiyuki)